# 밸리 오브 본즈
밸리 오브 본즈(Valley of Bones)는 미국에서 제작된 댄 글레이저 감독의 2017년 범죄, 스릴러, 서부 영화이다. 어텀 리저 등이 주연으로 출연하였다.

## 출연

### 주연
- 어텀 리저
- 라이스 코이로

### 조연
- 스티븐 몰로니
- 알렉산드라 빌링스
- 빌 스미트로비치
- 마크 마르골리스
- 뮤즈 왓슨
- 브랜던 헤이캠프